# Les Pattinson
Leslie Thomas Pattinson (Ormskirk, 18 de abril de 1958) é um músico britânico, mais conhecido por seu trabalho como baixista e compositor da banda Echo & the Bunnymen, junto ao vocalista Ian McCulloch e ao guitarrista Will Sergeant. Foi criado em Aughton, Lancashire, e frequentou a Deyes High School em Maghull, onde ele e o Sergeant foram colegas de classe e se tornaram amigos.